# Luis Batlle Berres

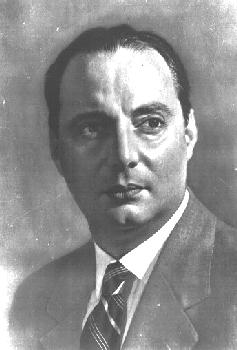
Luis Batlle Berres

Luis Conrado „Lusito“ Batlle Berres (* 26. November 1897 in Montevideo, Uruguay; † 15. Juli 1964 ebenda) war ein uruguayischer Politiker und Journalist.

## Leben
Batlle Berres wurde als Sohn des Luis Batlle y Ordóñez und der Petrona Berres geboren. Er war ein Neffe von José Batlle y Ordóñez. Battle Berres war mit Matilde Ibáñez Tálice verheiratet. Aus dieser Ehe gingen drei Kinder hervor. Dies waren die Söhne Jorge Luis Batlle Ibáñez, der von 2000 bis 2005 Präsident Uruguays war, und der Pianist Luis Batlle Ibáñez. Zudem hatte er eine Tochter namens Matilde.
Seine schulische und universitäre Ausbildung erhielt er an der Escuela Elbio Fernández und der Universidad de la República. Anschließend arbeitete er als Journalist zehn Jahre lang für die Tageszeitung El Dia. Später war er Eigentümer und Direktor der montevideanischen bzw. saltenischen Radiosender CX 10 Radio Ariel und CW 47 Radio Tabaré und gründete 1948 die Zeitung Acción. Im Rahmen seiner politischen Laufbahn war er von 1923 bis 1933 zunächst Abgeordneter in Uruguay. Es folgte eine Zeit des politischen Exils in den Jahren 1933 bis 1937. Später war er abermals von 1942 bis 1947 Inhaber eines Abgeordnetenmandats. In dieser Phase hatte er von 1943 bis 1945 den Vorsitz der Abgeordnetenkammer Uruguays inne.
Batlle übernahm als Vizepräsident das Präsidentenamt von Tomás Berreta, der vom 1. März 1947 bis zu seinem Tod am 2. August 1947 Präsident gewesen war. Luis Batlle Berres diente seinem Land von 1947 bis 1951 und von 1955 bis 1956 als Präsident. Er war Mitglied der Partido Colorado. Seine Regierungsarbeit brachte wirtschaftlichen Wohlstand, der vor allem durch uruguayische Exporte während des Koreakrieges (1950–1953) gestützt wurde.
Vom 15.–21. Februar 1952 besuchte Batlle Berres in Form einer Rundreise die Bundesrepublik Deutschland. Dazu nutzte er einen Salonwagen der Deutschen Bundesbahn.